# Đông Hoàng, Đông Hưng
Đông Hoàng là một xã thuộc huyện Đông Hưng, tỉnh Thái Bình, Việt Nam.

## Diện tích và dân số
Xã Đông Hoàng có diện tích 4,88 km². Theo Tổng điều tra dân số năm 1999, xã Đông Hoàng có số dân 5.259 người.

## Địa giới hành chính
Xã Đông Hoàng nằm ở phía đông nam của huyện Đông Hưng.
- Phía đông giáp xã Đông Á, huyện Đông Hưng;
- Phía nam giáp xã Vũ Tây, huyện Kiến Xương và xã Vũ Đông, thành phố Thái Bình (ranh giới tự nhiên là sông Trà Lý);
- Phía tây giáp xã Đông Mỹ, thành phố Thái Bình và xã Đông Xuân, huyện Đông Hưng;
- Phía bắc giáp xã Đông Vinh, huyện Đông Hưng.

## Giao thông
Quốc lộ 39B đi ngang qua xã.